# Poecilanthe
Poecilanthe es un género de plantas con flores  perteneciente a la familia Fabaceae. Comprende 10 especies descritas y de estas, solo 8 aceptadas.

## Taxonomía
El género fue descrito por George Bentham y publicado en Journal of the Linnean Society, Botany 4(Suppl.): 80. 1860.

## Especies
- Poecilanthe amazonica
- Poecilanthe effusa
- Poecilanthe falcata
- Poecilanthe grandiflora
- Poecilanthe hostmannii
- Poecilanthe hostmanni
- Poecilanthe itapuana
- Poecilanthe ovalifolia
- Poecilanthe parviflora
- Poecilanthe subcordata
- Poecilanthe ulei